# 일진전기
일진전기는 일진그룹의 계열사로 절연선/전선을 생산하는 코스피 상장기업이다.
송/배전용 전력기기, 차단기, 배전 자동화용 시스템, 고압.특고압 및 초고압 전력케이블, 광통신케이블, 환경등 폭 넓은 산업분야에 진출해 국가발전과 국내전력의 안정적 공급과 통신산업 발전에 일익을 담당해온 전선회사다.
경기도 화성시에 위치하고 있으며, 상장기업명으로는 일진전기로 표기한다.

## 역사
- 1968년 - 이회사와 그룹의 모체인 일진금속공업사를 설립했다.
- 1975년 - 국내 민간기업 최초로는 국산 금구류를 생산했다.
- 1975년 - 배전용 금구류를
- 1975년 - 12월에는 컷아웃 스위치를 국산 개발했다.
- 1978년 - 부평공장으로 신축을 이전한 후,
- 1981년 - 네덜란드 KEMA사와 함께 345kV 금구류를 개발하였으며,
- 1982년 - 일진전기공업주식회사로 사명을 변경하였다.
- 1984년 - 반월공장을 세우고
- 1984년 - 대우자동차와 K/T-Car Intake Manifold를 개발, 양산하기 시작된 뒤
- 1986년 - 수원 일진산업단지로 공장을 이전하는가 한편,
- 1990년 - 스웨덴 ABB사와 프랑스 M.G사와 기술제휴해 ALTS(자동과부하 절제스위치)를 개발했으며
- 1993년 - 동탑산업훈장을 수상하는 바 있다.
- 1996년 - 일본 도모에사와 기술제휴를 맺고
- 1996년 - 미국 벨멧사와 기술협력을 맺었다.
- 1998년 - 이천전기를 자회사로 부터 계열을 편입한 뒤
- 1999년 - 일진중공업으로 회사명을 바꾸었다.
- 2000년 - 일진전선을 합병한 뒤
- 2002년 - 현재의 사명을 변경했다.
- 2008년 - 지주회사 체제 전환과 함께 기존의 일진전기를 지주회사인 일진홀딩스로 물적 분할했다.
- 2013년 - 충남 홍성산업단지내 변압기 공장을 완공하였다.

## 유상 증자
2023년 공장의 설비 증설을 위해 주주배정 후 실권주 일반공모 방식으로 주당발행가 8,820원에 상장예정일을 2024년 2월 13일으로 약 1,000억원 규모의 유상증자를 결정했다.

## 논란
한국전력은 2015년부터 2022년까지 발주된 가스절연개폐장치(GIS) 입찰 과정에서 사전 물량 배분을 통해 담합하였다는 이유로 일진전기를 비롯해 4개사에 대해 6개월간의 입찰 참가 자격 제한 한 바 있다.